# Ernest Mamboury
Ernest Mamboury (* 1. April 1878 in Signy-Avenex; † 23. September 1953 in Istanbul) war ein Schweizer Zeichner und Zeichenlehrer, der über vier Jahrzehnte in Istanbul lebte und dort an fast allen archäologischen Grabungen beteiligt war.

## Leben und Werk
Mamboury studierte 1894 bis 1898 an der École normale in Lausanne, 1898 bis 1903 in Genf und 1904 bis 1905 an der Académie Julian in Paris. Ab 1909 war er als Lehrer für Zeichnen und Französisch am Galatasaray Lisesi in Istanbul tätig.
Mamboury hat sich im Laufe seines Lebens in Istanbul vor allem mit den byzantinischen Denkmälern der Stadt beschäftigt, aber auch mit der neuen Hauptstadt Ankara. Er versuchte die zahlreichen Funde, die etwa bei Bauarbeiten gemacht wurden, wenigstens skizzenhaft zu dokumentieren, bevor sie zerstört wurden. Er war in der Stadt an fast allen archäologischen Grabungen zwischen 1914 und 1953 beteiligt. 1914 bis 1918 nahm er an Grabungen im Nordosten des Topkapı-Palastes teil, wo Feuersbrünste 1912 und 1913 für massive Zerstörungen gesorgt hatten, die erstmals Grabungen in diesem Bereich ermöglichten. Mit Le quartier des Manganes et la première région de Constantinople legte er 1939 eine 167-seitige Arbeit über die erste großflächige wissenschaftliche Grabung in Istanbul vor. Auch legte er großen Wert auf die Analyse von Ziegelstempeln, die bereits seit 1828 in der wissenschaftlichen Literatur auftauchten.
Während des Ersten Weltkriegs arbeitete Mamboury beim Deutsch-Türkischen Denkmalschutzkommando für Syrien und Palästina mit, das 1916 bis 1918 zwischen Syrien und Ägypten unter Leitung von Theodor Wiegand aktiv war.
Mamboury publizierte 1925 den ersten auch wissenschaftlich zitierfähigen Führer durch Istanbul. Erst Semavi Eyices Petit Guide atravers les Monuments Byzantines et Turcs (1953) konnte diesem Werk zur Seite gestellt werden, doch gelangte dieses Werk nie auf den Markt, obwohl es für den Third Congress of Byzantine Studies zusammengestellt worden war.
Mamboury liegt auf dem protestantischen Friedhof in Feriköy begraben.

## Schriften

### Reiseführer
- Constantinople: guide touristique, Rizzo, Konstantinopel 1925.
- Istanbul. Rehber-i Seyyahîn, Rizzo, Istanbul 1924.
- Constantinople: tourists' guide. Rizzo & Son, Konstantinopel 1926.
- Constantinople: guide touristique, 2., französische Auflage, Rizzo 1929.
- Stambul. Reiseführer, übersetzt von Johannes Ahlers, erste deutsche Ausgabe, vervollständigt bis 1930. John A. Rizzo, Stambul 1930.
- Ankara: guide touristique, Haidar-Pacha – Ankara; Bogaz-Keuy, Euyuk, Sivri-Hissar et environs, Tchangiri, Yozgat, etc., Ankara, Ministère Turc de l’Intérieur 1933.
- Ankara: guide touristique, 2., französische Auflage, Ankara, Ministère Turc de l’Intérieur 1934.
- Byzance – Constantinople – Istanbul: guide touristique. 3. Auflage, Galata [u. a.], Milli Neşriyat Yurdu 1934.
- Les Îles des Princes. Banlieue maritime d’Istanbul … , Maarif Matbaası, Istanbul 1943.
- Istanbul touristique, Galata, Istanbul, Çituri Biraderler Basimevi 1951.
- The tourists' Istanbul, Übersetzung von Malcolm Burr, Istanbul, Çituri Biraderler Basimevi 1953.
- mit Robert Boulanger: Turquie (Les guides bleus), Hachette, Paris 1958.

### Wissenschaftliche Schriften
- Ruines byzantines. Autour d’Odalar-Djamisi à Stambul, in: Echos d’Orient 19, 1920, 69–73.
- Le couvent byzantin de femmes à Prinkipo, in: Echos d’Orient 19, 1920, 200–208.
- Ruines byzantines de Mara, entre Maltépé et Bostandjik, in: Echos d’Orient 19, 1920, 322–330.
- Le Harem des Sultans, in: L’Illustration 88, 4553, 7. Juni 1930, 226–232.
- Die Moschee Mehmeds des Eroberers und die neue Bibliothek im Serail des Sultans von Stambul, in: Die Denkmalpflege 1931, 161–167.
- mit Theodor Wiegand: Die Kaiserpaläste von Konstantinopel zwischen Hippodrom und Marmara-Meer, de Gruyter, Berlin, Leipzig 1934.
- Un nouvelle élément pour la topographie de l’antique Byzance, in: Archäologischer Anzeiger 1934, 50–61.
- Şile, in: Türkiye Turing ve Otomobil Kurumu Belleten 5, 13–76, 1934, 23–24.
- Übers. von Halil Edhem: Nos mosquées de Stamboul, Librairie Kanaat, Istanbul 1934.
- Les fouilles byzantines à Istanbul et dans sa banlieue immédiate aux XIX et XXe siècles, in: Byzantion 11, 1936, 229–283.
- Le nouvelle citerne byzantine de Tchifté Sérail (Istanbul), in: Byzantion 11, 1936, 167–190.
- mit Robert Demangel: Une inscription datée sur une tour byzantine de Constantinople, in: Bulletin Correspondance Hellenique 60, 1936, 208–213.
- L’influence de l’art turc dans les constructions religieuses roumaines, in: Annales de Turquie 6, 1936, No 3, 17–29.
- Le développement d’Istanbul depuis la conquête jusqu'à nos jours, in: Türkiye Turing ve Otomobil Kurumu Belleten 7, 16–89, 1937, 19–25.
- Le développement d’Istanbul depuis la conquête jusqu'à nos jours, in: Bulletin de l’Union française, Istanbul No 4, juillet 1937, 8–18.
- L’art turc du XVIIIème siècle, in: La Turquie Kemaliste 19, 1937, 2–11.
- Les fouilles byzantines à Istanbul et dans sa banlieue immédiate en 1936–1937, in: Byzantion 13, 1938, 301-.
- Bursa la verdoynte, in: Les annales de Turquie 8, Juni 1938.
- mit Robert Demangel: Le quartier des Manganes et la première région de Constantinople (Recherches francaises en Turquie, II), de Boccard, Paris 1939 (Digitalisat).
- Une des plus beaux coins de la Turquie republicaine: la fôret de pins à pignons de Kozak, in: La Turquie Kemaliste 31, 1939, 34–38.
- Topographic de Sainte-Sophie, le sanctuaire et la solea, le mitatorion, le puits Sacré, le passage de St Nicolas etc., in: Atti del V Congresso di studi bizantini 2, Rom 1940, 197–209.
- Istanbul’un ilk Ahalisi, in: Geçit – Review Januar-Februar 1940, 53–55 = Türkiye Turing ve Otomobil Kurumu Belleten 54, 1946, 53–55.
- 1939–1940 Yıllarında Istanbul’da Müşahede Edilen Original bir Tabiat Hâdisesi, in: Ilk Öğretim 57, 14. April 1940, 634.
- Préface, in: Benedetto Palazzo: L’Arap Djami ou église Saint Paul à Galata, Istanbul 1946, IX-XI.
- Les guerres entre les Scythes et les Mèdes et leur incidence sur l’historie de Byzance, in: Türkiye Turing ve Otomobil Kurumu Belleten 66, 1947, S. 27–28.
- Les nécropoles de Byzance, in: Türkiye Turing ve Otomobil Kurumu Belleten 79, 1948, 27–30 = Bizans Mezarlıkları, in: Cumhuriyet, 28. Juni 1948
- Bursa, Direction générale de la presse, de la radiodifussion et du tourisme, Ankara 1949.
- Les briques byzantines marquées du chrisme, in: Annuaire de l’Institut de Philologie et d’Histoire Orientales 9, 1949, 449–462.
- Une nouvelle lecture raisonnée des inscriptions de briques byzantines et l’emploi de ces dernières dans la datation des monuments des Ve et VIe siècles, in: Byzantion 19, 1949, 113–125.
- Les parages du temple de Rome et d’Auguste à Ankara, in: Türk Tarih, Arkeologya ve Etnografya Dergisi 5, 1949, 96–102.
- L’art chrétien en Anatolie, in: Türkiye Turing ve Otomobil Kurumu Belleten 98, 1950, 20–22.
- Nouvelles fouilles archéologiques sur l’emplacement de l’Hippodrome, in: Türkiye Turing ve Otomobil Kurumu Belleten 107, 1950, 24–28 = Adalet Sarayının Arsasındaki Eserler, Türkiye Turing ve Otomobil Kurumu Belleten 108, 1951, 17–19.
- Les fouilles byzantine à Istanbul et ses environs et les trouvailles archéologiques faites au cours de constructions ou de travaux officiels et privés depuis 1936, in: Byzantion 21, 1951, 425–459.
- Contribution à la topographie générale de Constantinople, in: Actes du VIe Congress Internationale d' Études Byzantines Paris 1948, Bd. II, Paris 1951, 243–253.
- Le Forum de Constantin; la chapelle de St. Constantin et les mystères de la Colonne Brulée. Resultats des sondages opérés en 1929 et 1930, in: Pepragmena tu Diethnus Byzantinologiku Synedriu Thessaloniki 1953, Thessaloniki 1955, 275–288.
- La Suisse nouvelle province d’art byzantin, in: Pepragmena tu Diethnus Byzantinologiku Synedriu Thessaloniki 1953, Thessaloniki 1955, 281–285.
- Appendix IV, In: Cyril Mango: The Brazen House: a study of the vestibule of the Imperial Palace of Constantinople, Kopenhagen 1959, 182–188.